# Shamrock n.º 134
Shamrock n.º 134 es un municipio rural canadiense situado en la provincia de Saskatchewan.

## Superficie
Shamrock n.º 134 tiene una superficie de 761,86 km².

## Demografía
En 2021, tenía 194 habitantes, una densidad poblacional de 0,3 hab./km², y 88 viviendas.